# Andrónico IV Paleólogo
Andrónico IV fue emperador bizantino de 1376 a 1379. Era hijo de Juan V Paleólogo y de Helena Cantacucena.
En 1352 ya fue asociado como coemperador por su padre, y cuando Juan V partió para Italia en 1369, para afirmar su sumisión al Papa, Andrónico quedó en Constantinopla como regente, mientras que su hermano Manuel fue enviado a gobernar Tesalónica.
Andrónico se rebeló contra su padre cuando el sultán otomano Murad I obligó a Juan V a prestarle vasallaje en 1373. Andrónico se alió con el hijo de Murad, que también se había rebelado contra su padre, pero ambas revueltas fracasaron. Murad mandó cegar a su hijo y exigió a Juan V que cegase también al suyo, pero Juan sólo cegó uno de los ojos de Andrónico. Su hermano Manuel le reemplazó como heredero.
En 1376, los genoveses ayudaron a Andrónico a escapar de su prisión y a hacerse con el poder en Constantinopla. Sin embargo, fue inmediatamente atacado por los enemigos de Génova, los venecianos, y fue destronado en 1379. Los venecianos repusieron a Juan V en el trono. Andrónico intentó rebelarse de nuevo en 1385, sin éxito, y murió poco después.